# Steinrode
Steinrode este o comună din landul Turingia, Germania.